# Atmosfera terrestre

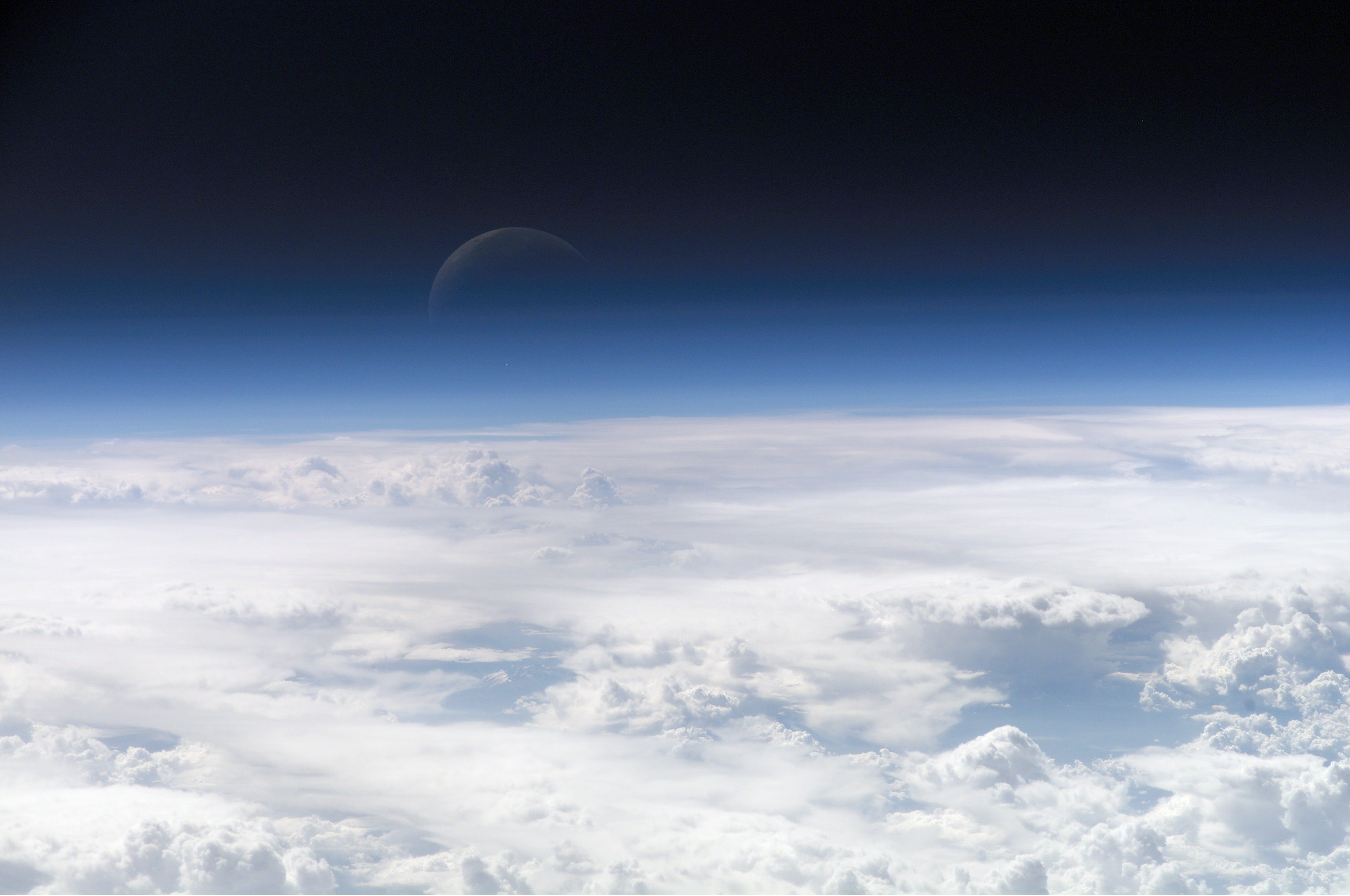
La llum blava es dispersa més que les altres longituds d'ona per part dels gasos en l'atmosfera de la Terra, donant un halo de color blau quan es veu des de l'espai.

L'atmosfera terrestre és la capa fina de gasos dels quals depenen totes les formes de vida, distingeix aquesta atmosfera de la d'altres planetes en el sistema solar. Entre els gasos presents, destaquen amb aproximadament quatre cinquenes parts el nitrogen, amb una cinquena part l'oxigen, i amb quantitats més petites altres gasos (argó, 0,93 %; diòxid de carboni, 0,035 %, etc.). L'atmosfera és fonamental per a la vida, ja que sense els gasos esmentats no hi hauria vida a la terra tal com la coneixem. L'aigua també és un component important de l'atmosfera, però té una concentració variable (de menys de 0,5 a 3,5 %). La mescla de gasos que constitueixen l'atmosfera s'anomena aire de forma genèrica.
L'atmosfera té una massa d'uns 5 × 1018 kg, tres quartes parts de la qual se situen en els primers 11 km per sobre la superfície terrestre. En augmentar l'altitud, l'atmosfera esdevé cada cop més prima fins al punt que no hi ha un límit definit entre l'atmosfera i l'espai exterior. La línia de Karman, a 100 km per sobre la superfície de la Terra, és sovint considerada com la frontera entre l'atmosfera i l'espai exterior.
L'estructura de l'atmosfera s'acostuma a dividir en diferents capes, cadascuna de les quals presenta una temperatura i una composició característiques.

## Composició

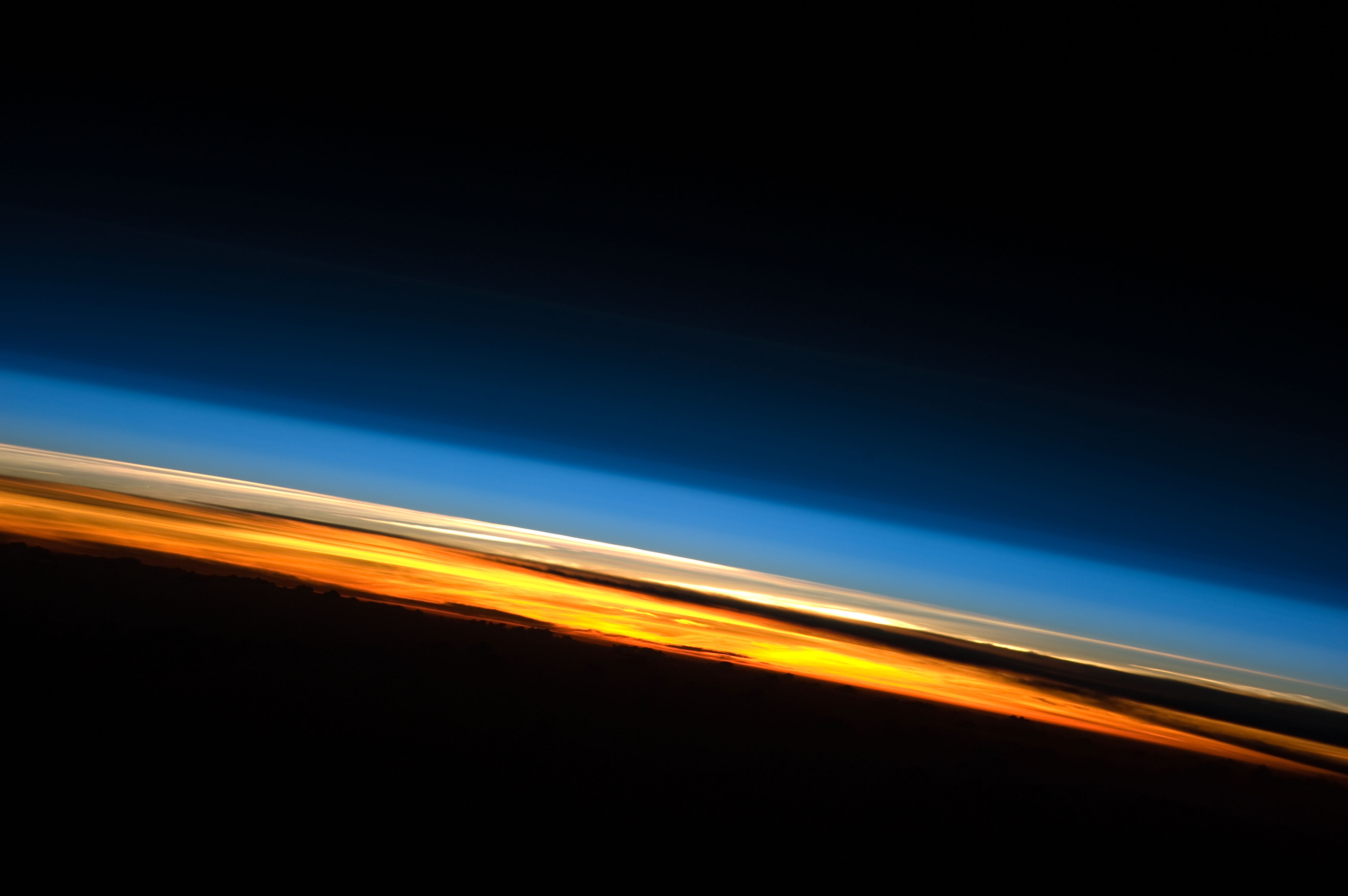
Vista del limbe de l'atmosfera de la Terra. Els colors aproximadament denoten les capes de l'atmosfera.

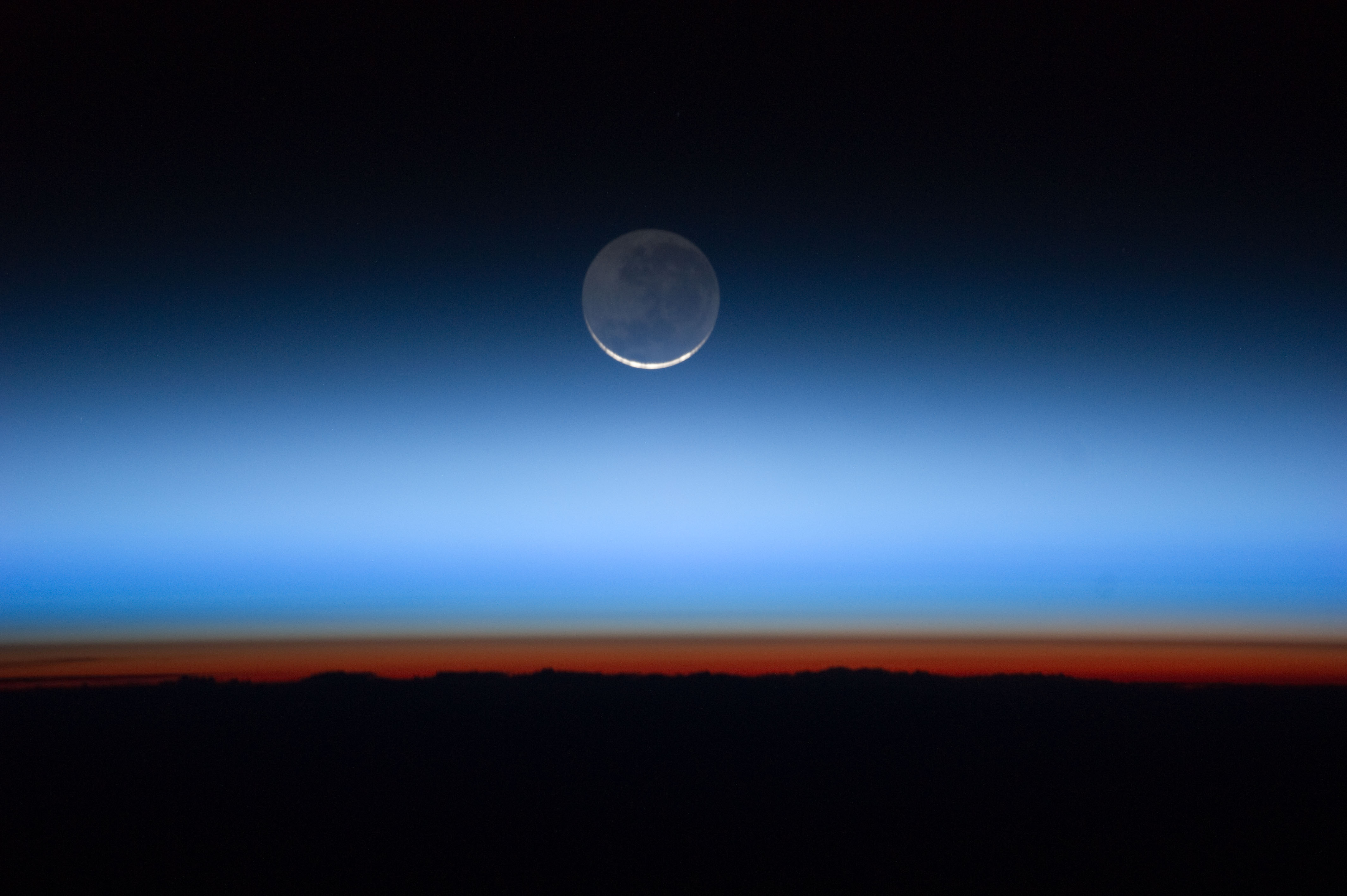
La imatge mostra la lluna al centre, amb el limbe de la Terra de fons en la transició cap a la troposfera de color taronja, la part més baixa i més densa de l'atmosfera de la Terra. La troposfera acaba a la tropopausa, que apareix a la imatge com el límit clar entre l'atmosfera de color taronja i de color blau. El blau platejat correspon a núvols mesosfèrics polars molt per sobre de la troposfera. Fotografia en la vertical a 391 km d'altitud.

L'aire està compost principalment de nitrogen, oxigen i argó que conjuntament constitueixen el gasos majoritaris de l'atmosfera. Els gasos restants sovint són tinguts en compte com a gasos traça, entre els quals es troben els gasos d'efecte d'hivernacle, com ara vapor d'aigua, diòxid de carboni, metà, òxid de dinitrogen o ozó. L'aire filtrat també inclou traces d'altres compostos químics, com poden ser el neó, el criptó, el iode o l'amoníac. Moltes substàncies naturals poden estar present en petites quantitats d'una mostra d'aire sense filtrar, incloent pols, pol·len i espores, escuma de mar i cendra volcànica. Es poden trobar també diversos contaminants industrials, com clorur (elemental o en compostos), compostos fluorats, mercuri elemental, i compostos amb sofre, com el diòxid de sofre (SO₂).
| ppmv: parts per milió per volum |                                                  |
| Gas                             | Volum                                            |
| nitrogen (N₂)                   | 780,840 ppmv (78.084%)                           |
| oxigen (O₂)                     | 209,460 ppmv (20.946%)                           |
| argó (Ar)                       | 9,340 ppmv (0.9340%)                             |
| diòxid de carboni (CO₂)         | 387 ppmv (0.0387%)                               |
| neó (Ne)                        | 18.18 ppmv (0.001818%)                           |
| heli (He)                       | 5.24 ppmv (0.000524%)                            |
| metà (CH₄)                      | 1.79 ppmv (0.000179%)                            |
| criptó (Kr)                     | 1.14 ppmv (0.000114%)                            |
| hidrogen (H₂)                   | 0.55 ppmv (0.000055%)                            |
| òxid de dinitrogen (N₂O)        | 0.3 ppmv (0.00003%)                              |
| xenó (Xe)                       | 0.09 ppmv (9x10−6%)                              |
| ozó (O₃)                        | 0.0 a 0.07 ppmv (0% a 7x10−6%)                   |
| diòxid de nitrogen (NO₂)        | 0.02 ppmv (2x10−6%)                              |
| iode (I)                        | 0.01 ppmv (1x10−6%)                              |
| monòxid de carboni (CO)         | 0.1 ppmv                                         |
| amoníac (NH₃)                   | traces                                           |
| Exclòs per ser aire en sec      |                                                  |
| aigua (vapor) (H₂O)             | ~0,40% a nivell atmosfèric, en superfície: 1%-4% |

Proporcions dels gasos que componen l'atmosfera terrestre.

L'aire no està repartit de manera uniforme per tota l'atmosfera sinó que es troba concentrat prop de la superfície, comprimit per l'atracció de la gravetat, disminuint la densitat amb gran rapidesa conforme augmenta l'alçada. Així, en els 5,5 km més propers a la superfície es troba la meitat de la massa total de l'aire, i per sota dels 15 km està el 85% de tota la matèria atmosfèrica. Es poden distingir dues regions amb diferent composició, l'homosfera i l'heterosfera.
La concentració atmosfèrica d'oxigen a la Terra assolí un 1% fa aproximadament 1.000 milions d'anys. Tanmateix, encara passarien centenars de milions d'anys abans que la formació de la capa d'ozó permetés la colonització dels medis terrestres pels éssers vius. No fou fins a l'albada del Carbonífer, fa uns 350 milions d'anys, que el nivell d'oxigen arribà al 21% que encara es manté avui en dia.

### Homosfera
L'homosfera ocupa els 80 km inferiors de l'atmosfera i té una composició constant i uniforme, ja que aquesta no depèn del pes molecular perquè els gasos estan ben barrejats degut a les turbulències. Aquesta capa inclou la troposfera, l'estratosfera i la mesosfera (vegeu Estructura de l'atmosfera).

### Heterosfera
L'heterosfera s'estén des dels 80 km fins al límit superior de l'atmosfera (uns 10.000 km). Aquesta capa està estratificada, és a dir, formada per diverses capes amb composició diferent, a causa del diferent pes dels gasos. Els gasos més pesants es troben a la part més baixa i els més lleugers a la part més externa de la capa.
- 100 - 400 km - capa de nitrogen molecular
- 400 - 1.100 km - capa d'oxigen atòmic
- 1.100 - 3.500 km - capa d'heli
- 3.500 - 10.000 km - capa d'hidrogen

### Efectes de la composició de l'atmosfera
L'atmosfera té una gran importància en els cicles biogeoquímics. La composició actual de l'atmosfera és deguda a l'activitat de la biosfera (fotosíntesi), controla el clima i l'ambient en el qual vivim i engloba dos dels tres elements essencials (nitrogen i carboni), a part de l'oxigen.
L'activitat de l'home està modificant la seva composició, com l'augment del diòxid de carboni o el metà, causants de l'efecte d'hivernacle; o l'òxid de nitrogen, causant de la pluja àcida.

## Evolució de l'atmosfera

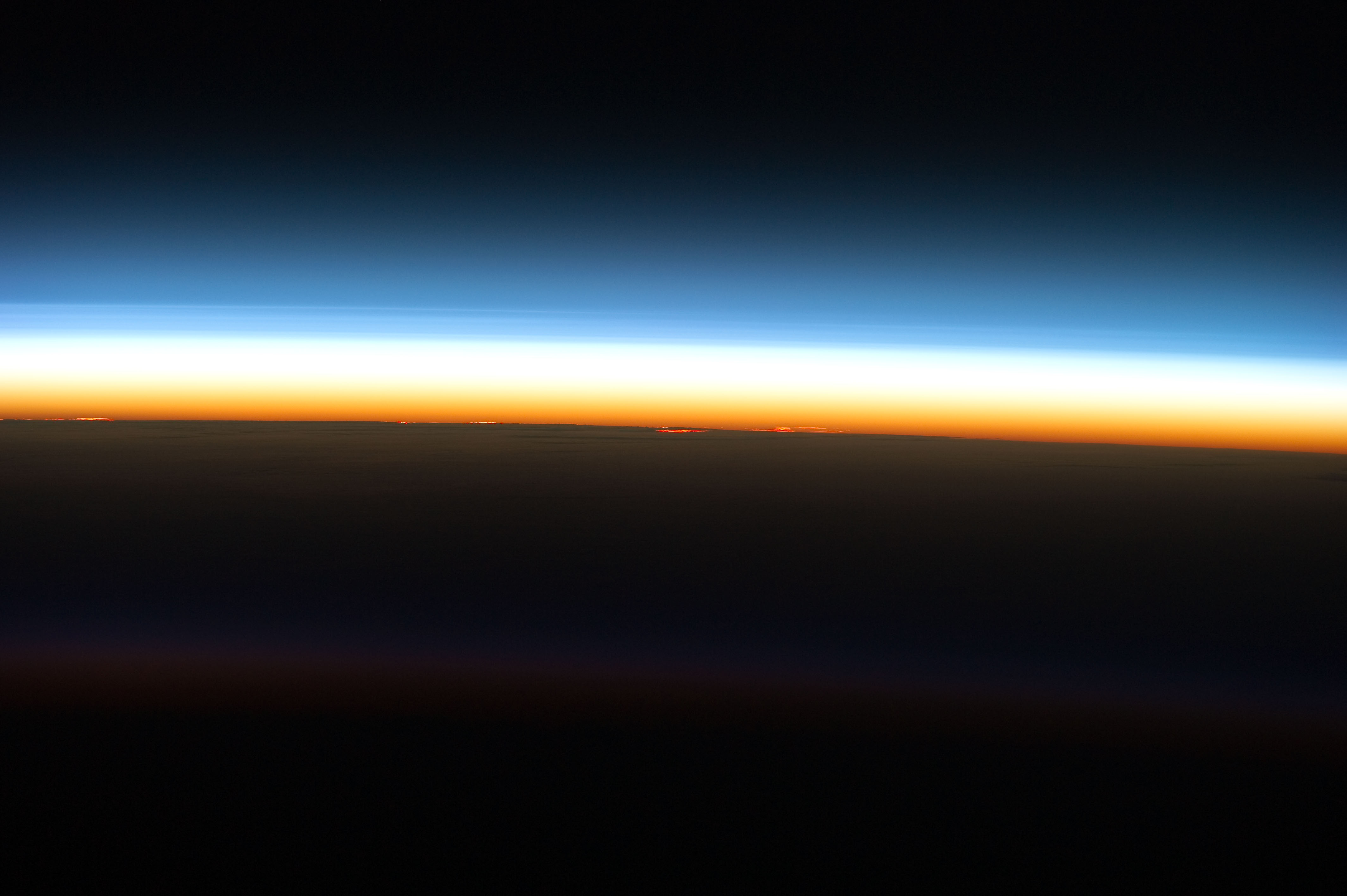
STS-133 Capes de l'atmosfera amb la sortida del Sol.

La composició de l'atmosfera no s'ha mantingut estacionària, sinó que ha anat variant al llarg de 4500 milions d'anys degut a diverses causes. Les dades sobre sediments i roques antigues suggereixen que la Terra tenia una atmosfera diferent a la que presenta actualment, que és rica en nitrogen i oxigen. Una gran part dels gasos inicials es van perdre en l'espai exterior i no se sap amb certesa fins a quin punt l'atmosfera actual respon en la seva composició a la capa gasosa inicial, ni tan sols a la capa de fa 1.000 milions d'anys (m.a.) (és a dir, quan ja existien una capa superficial sòlida i una atmosfera relativament estable). Segurament una contribució important a la composició de l'atmosfera, en tots els períodes geològics, ha sigut la de les emanacions volcàniques, que possiblement varen condicionar les primeres formes de vida. Aquest aspecte i molts altres són encara objecte d'estudi; però, malgrat això, amb algunes limitacions i reserves, segons la seva composició, es poden establir diferents etapes evolutives de l'atmosfera:

### Origen
Tenint en compte la formació de la Terra a partir d'un procés d'acreció de protoplanetes, en el moment inicial la Terra pràcticament no tenia atmosfera. La menuda porció d'elements lleugers (hidrogen, heli) i les temperatures primigènies tan elevades van impedir la retenció dels gasos pel camp gravitatori de la Terra. Una certa porció d'hidrogen va quedar retinguda perquè es va combinar amb altres elements més pesants: amb carboni va formar metà (CH₄), amb el nitrogen, amoníac (NH₃) i amb l'oxigen, aigua (H₂O). Per tant, aigua, metà i amoníac componien bàsicament l'atmosfera primitiva, anomenada atmosfera I, de caràcter reductor, que va tenir una duració d'uns 600 m.a. Al llarg d'aquest temps, l'atmosfera es va enriquir amb emanacions de gasos procedents d'oclusions de l'escorça terrestre i d'activitat volcànica. La composició resultant podria haver sigut la següent: CH₄, NH₃ i H₂O als quals s'afegirien SO₂, CO, CO₂, N₂, H₂, S₂, H₂S, HF, HCl.
Així doncs, l'origen de l'atmosfera es produeix per:
- Pèrdua de la capa de gasos de la nebulosa original, (H i He) degut al vent solar.
- Augment de la massa de la Terra, fet que va generar un augment de la gravetat.
- Refredament de la Terra.
- Formació de l'atmosfera primitiva (amb una composició semblant a les emissions volcàniques actuals, és a dir, vapor d'aigua, diòxid de carboni, diòxid de sofre i nitrogen, amb molt poca quantitat d'oxigen).

### Etapa prebiòtica
Abans de la vida, l'atmosfera va patir una sèrie de canvis: la radiació energètica continuada d'agents interns (p.e.: radioactivitat, llamps i llampecs de les tempestes...) i externs (radiació solar UV, λ > 200 nm i λ < 300 nm) va propiciar la fotòlisi del vapor d'aigua, per la qual cosa en l'atmosfera van aparèixer l'oxigen i l'hidrogen moleculars. La combinació, per separat, de l'O₂ amb metà i amoníac possiblement va contribuir a la formació de més vapor d'aigua, CO₂ i N₂.
La radiació UV va formar una primera i tènue capa d'ozó a partir de l'oxigen atmosfèric. La fotodissociació va disminuir a mesura que augmentava la capa d'ozó, i també, donat a la mateixa causa, l'atmosfera va començar a refredar-se. D'aquesta manera, una gran part del vapor d'aigua va condensar i va formar els oceans, arrossegant en el procés gran quantitat de gasos minoritaris atmosfèrics que contribuïren així a la formació de l'anomenada sopa nutritiva. Sembla que aquesta sopa nutritiva, per una sèrie de processos evolutius, va produir els primers microorganismes primitius anaerobis.

### Etapa microbiològica (atmosfera II)
En aquesta etapa van aparèixer els primers bacteris anaeròbics i fotosintètics (bacteris de sofre i cianobacteris) que van començar a produir oxigen passant d'una atmosfera de caràcter reductor a una de caràcter oxidant.

### Etapa biològica (atmosfera III)
Fa uns 570 milions d'anys, el contingut d'oxigen a l'atmosfera i als oceans va augmentar prou per a permetre l'aparició dels organismes aerobis i els eucariotes amb fotosíntesi més eficient, fet que es va traduir en un creixement ràpid del nivell d'oxigen. Aquesta atmosfera, dotada d'ozonosfera i permeable a la llum visible, va assegurar la persistència de la fotosíntesi, potenciant l'augment en la quantitat d'oxigen a l'atmosfera fins a la concentració actual (21%); així doncs, fa uns 400 milions d'anys, l'atmosfera contenia l'oxigen suficient com per a permetre l'evolució d'animals terrestres capaços de respirar aire. D'altra banda, aquest augment en la concentració d'oxigen va incrementar el gruix de la capa d'ozó, O₃, permetent la colonització de les terres emergides.

## Estructura de l'atmosfera

Capes de l'atmosfera; troposfera i tropopausa, estratosfera i estratopausa, mesosfera i mesopausa i termosfera.

Com a conseqüència de la compressibilitat dels gasos, la major part de l'atmosfera es troba prop de la superfície terrestre, comprimida pel seu propi pes. D'aquesta forma, en els primers 6 km hi ha el 50% de la massa total atmosfèrica i per sota d'una altitud de 15 km ja es concentra aproximadament un 85% d'aquesta massa.
La composició de gasos en l'atmosfera és gairebé la mateixa a diferents altituds, amb l'excepció important de la capa d'ozó. Tanmateix, l'atmosfera presenta un gradient de temperatura (canvi de la temperatura en funció de l'altitud) conegut gràcies a l'ús de sondes, que permet definir les diferents capes en les que es divideix l'atmosfera terrestre.
Així doncs, l'atmosfera de la Terra es pot dividir en cinc capes principals: troposfera, estratosfera, mesosfera, termosfera i exosfera. Les divisions entre una capa i una altra s'anomenen respectivament tropopausa, estratopausa, mesopausa i termopausa.

### Capes principals
Des de la capa més superficial fins a la més externa, les capes esmentades anteriorment són les següents:
- 0-15 km: troposfera:

És la capa inferior de l'atmosfera i es troba en contacte amb la superfície terrestre. Té un gruix variable degut al moviment de rotació terrestre, que fa que a l'equador predomini la força centrífuga i el gruix de la troposfera és d'uns 17 km, mentre que en els pols predomina la força centrípeta i el gruix d'aquesta capa és d'uns 8 km. Dins d'aquesta capa es produeixen importants fluxos convectius verticals i horitzontals (anomenats vent de forma genèrica), provocats per les diferències de pressió i temperatura existents entre unes regions i altres. Per això, en aquesta capa tenen lloc els anomenats fenòmens meteorològics que caracteritzen les zones climàtiques de la Terra. Com que la troposfera es troba en contacte amb la hidrosfera i la biosfera, presenta quantitats importants, però variables, de vapor d'aigua i de diòxid de carboni, així com quantitats també variables de partícules en suspensió (sobretot en els primers 500 m, que és la part coneguda com a capa bruta). La troposfera s'escalfa principalment per la transferència d'energia d'infraroig (calor) des de la superfície terrestre. Per això, en general la part més baixa de la troposfera és la més calenta mentre que la temperatura disminueix amb l'augment de l'altitud, a raó d'aproximadament 1 °C cada 150 m, excepte en situacions d'inversió tèrmica (en les quals la temperatura de l'aire augmenta amb l'altitud). La troposfera conté aproximadament el 85% de la massa total de l'atmosfera. El límit superior de la troposfera s'anomena tropopausa, i separa la troposfera de l'estratosfera. La troposfera és la capa on prospera la vida a la Terra.
- 15-50 km: estratosfera:

Capes atmosfèriques.

Aquesta capa conté aproximadament el 10% de la massa atmosfèrica. Es caracteritza per la pràctica inexistència de circulació vertical de l'aire. En canvi, els fluxos horitzontals d'aire assoleixen sovint velocitats d'uns 200 km/h. Es tracta d'una atmosfera molt tènue i poc turbulenta, ja que l'aire calent que es troba a la part superior és menys dens i, per tant, és estable damunt de l'aire més fred. Per aquest motiu els avions comercials volen a aquest nivell. La variació vertical de temperatura en l'estratosfera és la contrària a la comentada a la troposfera; és a dir, aquí les temperatures augmenten progressivament amb l'alçada fins a arribar als 0 °C a una altura entre 50 i 60 km per sobre la superfície terrestre. Aquesta alçada marca el límit superior de l'estratosfera, anomenat estratopausa, que també marca l'inici de la mesosfera. Aquest increment de temperatura es deu al fet que els raigs ultraviolats solars transformen l'oxigen a ozó, procés que involucra calor. Per això entre els 10-40 km d'altitud existeix una relativa abundància d'ozó (zona anomenada capa d'ozó o ozonosfera) que fa que la temperatura s'elevi fins a uns -3 °C o més. Els fenòmens de formació de núvols són molt rars en l'estratosfera (a tot estirar hi poden aparèixer núvols molt tènues de cristalls de gel). A més de no mesclar-se l'aire present en l'estratosfera, tampoc es barregen entre ells l'aire de l'estratosfera i la troposfera. D'aquesta manera, cendres i gasos expulsats cap a l'estratosfera en erupcions volcàniques poden romandre allí durant molts anys, ja que aquesta és una capa molt estable. La importància de l'estratosfera ve del fet que conté la capa d'ozó, que protegeix la vida a la Terra de la perillosa radiació solar UV.
- 50-85 km: mesosfera:

La característica més remarcable d'aquesta capa és un nou descens de la temperatura en augmentar l'altitud, fins a arribar als -100 °C aproximadament, a una altitud de 80 km, on se situa la mesopausa, que és la zona més freda de l'atmosfera. La mesosfera conté només el 0,1% de la massa total de l'aire. En aquesta capa hi tenen lloc reaccions químiques importants que inclouen processos de ionització. La baixa densitat de l'aire en la mesosfera és la causa de la formació de turbulències i ones atmosfèriques que actuen a escales espacials i temporals molt grans. D'altra banda, la mesosfera és la capa on la majoria dels meteorits es cremen en entrar en l'atmosfera. Com a conseqüència de les baixes temperatures de la mesosfera, el vapor d'aigua es congela formant núvols de gel (núvols noctilucents). En aquesta zona també es formen llampecs molt per sobre dels núvols de tempesta de la troposfera.
- 85-500 km: termosfera (o ionosfera):

La termosfera és la capa més gran de l'atmosfera, situada per sobre la mesosfera i per sota de l'exosfera. En la termosfera la temperatura augmenta amb l'altitud fins a arribar a la termopausa (o exobase), que marca el límit entre la termosfera i l'exosfera. Aquest límit varia segons l'activitat solar i se sol trobar entre els 350 i els 800 km. La temperatura d'aquesta capa pot assolir els 1500 °C, encara que les molècules de gas estan tan allunyades que el terme temperatura no es pot fer servir en el sentit habitual. L'aire està tan enrarit que una molècula individual (per exemple d'oxigen) viatja de mitjana 1 km abans de col·lidir amb altres molècules. Degut a la poca freqüència de les col·lisions moleculars, l'aire per damunt la mesopausa està poc barrejat comparat amb l'aire que hi ha per sota. Així doncs, mentre que la composició des de la troposfera fins a la mesosfera és bastant constant, per sobre d'un cert punt, l'aire es barreja poc i adopta una composició estratificada segons els pesos moleculars dels gasos presents. El punt que divideix aquestes dues regions s'anomena turbopausa. La regió que queda a sota s'anomena homosfera, i la regió de sobre és l'heterosfera. La termosfera inclou la regió anomenada ionosfera. En aquesta capa, la majoria de les molècules estan ionitzades degut a l'acció de radiacions solars d'alta energia. Els gasos ionitzats esmentats absorbeixen radiació ultraviolada, i per això la temperatura de la termosfera arriba a valors superiors als 1000 °C (encara que aquests valors no poden ser enregistrats pels termòmetres habituals, ja que la densitat del medi és extraordinàriament baixa). D'altra banda, i tot i que els gasos d'aquesta capa poden assolir temperatures de fins a 2500 °C durant el dia, una persona no sentiria calor en la termosfera. Això es deu al fet que la zona es troba tant prop del buit que no hi ha prou contacte entre els pocs àtoms de gas per transferir suficient calor. En la termosfera, l'aire és molt tènue i la temperatura presenta una forta dependència de la radiació solar tant durant el dia com al llarg de l'any. Si la radiació solar és intensa, les temperatures poden arribar als 1500 °C o més. L'estació espacial internacional (ISS) orbita en aquesta capa, entre els 320 i els 380 km d'altitud. Aquesta capa és la zona on es produeixen les aurores boreals o australs.
- 500-10000 km: exosfera:

L'exosfera és la capa més externa de l'atmosfera terrestre i s'estén des de la termopausa cap a dalt (aproximadament des dels 500 km fins a uns 10000 km d'altitud). L'exosfera marca el límit entre l'atmosfera terrestre i l'espai exterior. Està composta principalment per hidrogen i heli. Les partícules estan tan allunyades entre si que poden viatjar centenars de kilòmetres sense col·lidir entre elles. Com que les partícules rarament xoquen, l'atmosfera no es comporta com un fluid. El moviment lliure d'aquestes partícules segueix trajectòries balístiques i poden migrar cap a dins o cap a fora de la magnetosfera, que interacciona amb el vent solar. En aquesta zona les partícules s'escapen cap a l'espai.

### Altres capes (regions atmosfèriques)
Dins de les cinc capes principals de l'atmosfera que es diferencien per la seva temperatura, hi ha unes quantes capes més que es caracteritzen per altres propietats.
- Ozonosfera: s'anomena capa d'ozó o ozonosfera la zona de l'estratosfera terrestre que conté una concentració relativament elevada d'ozó (entre 2 i 8 ppm). Aquesta capa s'estén entre els 15 i els 40 km d'altitud aproximadament i conté el 90% de l'ozó de l'atmosfera, el qual permet l'absorció d'entre el 97% i el 99% de la radiació ultraviolada d'alta freqüència procedent del Sol.
- Ionosfera: regió ionitzada per causa de la radiació solar. Se situa entre els 50 i els 1000 km d'altitud i correspon més o menys amb tota la termosfera i part de l'exosfera. Forma la vora interior de la magnetosfera. Té una importància pràctica perquè influeix en la propagació de les ones de ràdio a la Terra. També és responsable de les aurores polars.
- Magnetosfera: regió exterior a la Terra on el camp magnètic generat pel nucli terrestre actua com a protector dels vents solars.
- Capes d'Airglow: són capes situades prop de la mesopausa que es caracteritzen per la luminescència (inclús nocturna) causada per la reestructuració d'àtoms en forma de molècules que havien estat ionitzades per la llum solar durant el dia, o per raigs còsmics. Les principals capes són la de l'OH, a uns 85 km, i la d'O₂, situada a uns 95 km d'altura, ambdues amb un gruix aproximat de 10 km. El fenomen d'Airglow fa que el cel nocturn no sigui completament fosc.
- Homosfera i Heterosfera: són dues regions separades per la turbopausa. En l'homosfera la composició atmosfèrica no depèn del pes molecular perquè els gasos es barregen bé per turbulències. L'homosfera inclou la troposfera, l'estratosfera i la mesosfera. En canvi, en l'heterosfera els gasos s'estratifiquen segons el seu pes molecular, de manera que la composició varia amb l'altitud. Així els gasos més pesants (com l'oxigen i el nitrogen) es troben en la part inferior de l'heterosfera, mentre que en la part superior hi ha bàsicament hidrogen, que és l'element més lleuger.
- Capa límit planetària: és la part de la troposfera que està més a prop de la superfície terrestre i es veu directament afectada per aquesta, normalment a través de difusió turbulenta. Durant el dia aquesta zona sol estar ben barrejada, mentre que de nit esdevé estratificada amb molt poca mescla o amb mescla intermitent. La profunditat d'aquesta capa va des de tan sols 100 m en nits clares i tranquil·les fins als 3000 m o més durant les tardes en regions seques. En aquesta capa, les propietats físiques com la temperatura o la humitat mostren fluctuacions ràpides, ja que la turbulència i la mescla vertical són acusades.

La temperatura mitjana de l'atmosfera a la superfície de la Terra és d'entre 14 i 15 °C.

## Propietats Òptiques
La radiació solar és l'energia que la Terra rep del Sol. La Terra, però, també emet radiació que torna a l'espai, però amb longituds d'ona més grans, que no podem observar. Part de la radiació incident i emesa és dispersada, absorbida o reflectida per l'atmosfera.

### Dispersió
Quan la llum passa a través de l'atmosfera, els fotons interaccionen amb ella mitjançant la dispersió. Si la llum no interacciona amb l'atmosfera, s'anomena radiació directa i és el que es veu quan es mira directament al Sol. La radiació indirecta és llum que ha estat dispersada per l'atmosfera. Per exemple, en un dia tapat, quan no pots veure la teva ombra, no hi ha radiació directa arribant, tota ha estat dispersada. Un altre exemple, degut a un fenomen anomenat dispersió de Rayleigh, les longituds d'ona curtes (blaves) dispersen millor que les llargues (vermelles). Aquesta és la raó de per què el cel és de color blau, estàs veient llum blava dispersada. Aquesta també és la raó de per què les postes de Sol són vermelles. És degut al fet que el Sol està proper a l'horitzó, els raigs de Sol travessen més atmosfera de l'habitual fins a arribar al teu ull. La majoria de la llum blava, ha estat dispersada, deixant la llum vermella a la posta de Sol.

### Emissió

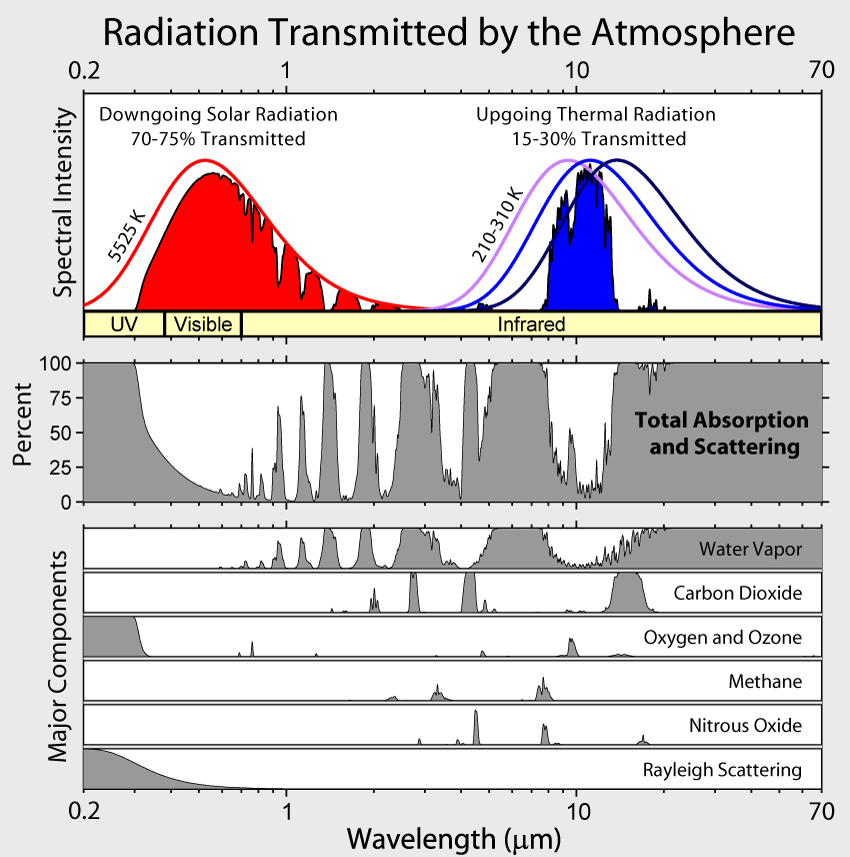
Radiació transmesa per l'atmosfera.

L'emissió és el procés pel qual un objecte deixa anar radiació, emet radiació. Els objectes tendeixen a emetre radiacions de moltes longituds d'ona, depenent de les corbes d'emissió dels seus cossos negres, per tant els objectes més calents tendeixen a emetre més radiació, a longituds d'ona més curtes. Els objectes freds, emeten menys radiació, a longituds d'ona més llargues. Per exemple, el Sol està aproximadament a 6.000 K (5.730 °C), el seu pic de radiació és prop dels 500 nm, i és visible a l'ull humà. La Terra és a 290 K (17 °C) aproximadament, així que el seu pic de radiació és a 10.000 nm i és una longitud d'ona massa llarga per ser visible pels humans.
Degut a la seva temperatura, la Terra emet radiació infraroja i l'atmosfera absorbeix part d'aquesta radiació. Per exemple, en nits clares la superfície de la Terra es refreda més ràpid que les nits amb núvols. Això és perquè el núvols (H₂O) són bons receptors i emissors de radiació infraroja. Aquesta també és la solució a perquè fa més fred a la nit a grans alçades. L'atmosfera actua com una “manta” que limita la quantitat de radiació que perd la Terra cap a l'espai.

### Absorció
Diferents molècules absorbeixen diferents longituds d'ona de radiació. Per exemple, l'oxigen (O₂) i l'ozó (O₃) absorbeixen quasi totes les longituds d'ona més curtes de 300 nanòmetres. L'aigua (H₂O) absorbeix diverses longituds d'ona per sobre de 700 nanòmetres. Quan una molècula absorbeix un fotó, l'energia d'aquesta molècula augmenta. Podem pensar que això fa escalfar-se l'atmosfera, però aquesta també pot refredar-se emetent radiació.
L'espectre d'absorció combinat dels gasos de l'atmosfera mostra “finestres” de baixa opacitat, permetent la transmissió de només certes bandes de llum. La finestra òptica va des d'aproximadament 300nm (ultraviolat-C), passant pel rang que els humans podem veure, l'espectre visible (normalment anomenat llum), que va dels 400 als 700 nm i continua cap a l'infraroig al voltant de 1100 nm. Hi ha també finestres d'infraroig i ràdio que transmeten algunes ones de ràdio i infraroig a longituds d'ona més altes.

### Efecte d'hivernacle
L'atmosfera absorbeix selectivament les diferents longitud d'ona de la radiació solar. La constant solar és la quantitat d'energia rebuda en forma de radiació solar per unitat de temps i unitat de superfície, mesurada en la part externa de l'atmosfera terrestre en un pla perpendicular als raigs del Sol. El seu valor mitjà és d'1,33 x 10⁶ erg cm-2 s-1, o 1.366 W m-2. Així, en la ionosfera s'absorbeixen les radiacions d'ona curta i alta energia, en l'ozonosfera, la coneguda com capa d'ozó, s'absorbeixen gran part de la radiació ultraviolada, especialment la d'alta energia i efectes més letals. Un problema actual és que la capa d'ozó s'està debilitant, deixant passar, ones de gran energia (radiació ultraviolada) cap a la Terra. Les ones corresponents a l'espectre visible, però, travessen tota l'atmosfera i arriben a la superfície terrestre. Les radiacions infraroges i de menor energia són absorbides per alguns gasos atmosfèrics com el diòxid de carboni (CO₂) i el vapor d'aigua produint un augment de la temperatura terrestre, efecte d'hivernacle. Un altre gas present a l'atmosfera que absorbeix radiacions infraroges és el metà (CH₄), la seva concentració mitjana troposfèrica és petita i el seu temps de vida a la troposfera és de 12 anys. Tot i això, com que absorbeix en regions de l'infraroig on el CO₂ i l'aigua no són actius, el metà és un important gas d'efecte d'hivernacle.

Balanç energètic produït per les radiacions solars.

Part de la radiació visible és reflectida pels núvols o per la superfície terrestre, sent l'albedo la proporció d'energia reflectida i tornada a l'espai exterior respecte del total de l'energia incident; en el cas de la Terra, l'albedo sol oscil·lar sobre el 30%. Un increment de l'albedo suposaria una disminució de la temperatura lligat a la presència de masses nuvoloses, pols en suspensió, gel i neu que reflecteixen la radiació.
La llum visible absorbida pel sòl provoca un escalfament per la component infraroja associada. Part de la llum és tornada a l'atmosfera, però queda atrapada pel vapor d'aigua, el diòxid de carboni i el metà, cosa que, com ja s'ha dit, produeix l'efecte d'hivernacle. La radiació infraroja que no és absorbida per aquests gasos atmosfèrics arriba als núvols (si n'hi ha) i és reflectida cap a la superfície (contraradació infraroja) incrementant així l'efecte d'hivernacle.
L'efecte d'hivernacle és essencial per la vida del planeta: sense diòxid de carboni, metà, ni vapor d'aigua (gasos d'efecte d'hivernacle), la temperatura mitjana de la Terra seria uns 33 °C més baixa, de l'ordre d'uns -18 °C, la qual cosa faria inviable la vida. Actualment el diòxid de carboni present en l'atmosfera està creixent d'un mode no natural per les activitats humanes, principalment per la combustió de carbó, petroli i gas natural que està alliberant el carboni emmagatzemat en aquests combustibles fòssils. Per tant, cal diferenciar entre l'efecte d'hivernacle natural, i el d'origen antropogènic (per les activitats dels homes).
El balanç entre l'energia rebuda i l'energia radiada a l'exterior ha estat en equilibri al llarg de la història de la Terra, amb algunes desviacions transitòries que s'han traduït en canvis climàtics. L'equilibri ha permès mantenir sempre una temperatura òptima per la vida: sempre ha existit aigua en estat líquid a la superfície.

## Propietats físiques

### Pressió i gruix

Gràfic del 1962 US Standard Atmosphere per comparar l'altitud geomètrica amb l'aire, la densitat, la pressió, la velocitat del so i la temperatura amb l'altitud aproximada de diferents objectes.

La pressió atmosfèrica mitja al nivell del mar és d'1 atmosfera (atm) = 101,3 kPa (kilopascals) = 760 torr = 760 mmHg (mil·límetres de mercuri). La massa atmosfèrica total és 5,148x10¹⁸ kg, un 2,5% menys del que hauria de ser si tinguéssim en compte la pressió mitjana al nivell del mar i l'àrea de la Terra, 51007,2 megahectàrees, i aquesta desviació és a causa de les muntanyes terrestres. La pressió atmosfèrica és la massa total de l'aire per unitat d'àrea al punt on es mesura la pressió. Així la pressió varia segons el lloc i el temps.
Si la densitat atmosfèrica hagués de ser constant amb l'alçada l'atmosfera s'acabaria bruscament als 8,5 km. En canvi, la densitat disminueix amb l'alçada, caient un 50% a l'altitud d'uns 5,6 km. Com a resum podríem dir que la pressió cau aproximadament de manera exponencial amb l'alçada, de manera que disminueix un factor de dos aproximadament cada 5,6 km i un factor de e =2,718... aproximadament cada 7,64 km, sent aquesta última l'alçada d'escala mitjana de l'atmosfera terrestre per sota de 70 km. Tot i això, a causa dels canvis de temperatura, massa molecular mitjana i la gravetat al llarg de la columna atmosfèrica, la dependència de la pressió atmosfèrica amb l'altitud és descrita per equacions diferents per cada capa esmentada anteriorment. Fins i tot en l'exosfera, l'atmosfera hi és present. Això es pot veure amb els efectes de la resistència aerodinàmica en els satèl·lits.
En resum, les equacions de la pressió enfront de l'altitud que acabem d'anomenar es poden fer servir directament per estimar l'espessor de l'atmosfera. Tot i això, es donen les següents dades publicades com a referència:
- El 50% de la massa de l'atmosfera es troba per sota dels 5,6 km d'altitud.
- El 90% de la massa de l'atmosfera es troba per sota dels 16 km d'altitud. L'altura de vol habitual dels avions comercials és d'uns 10 km i el cim de l'Everest és de 8848 metres sobre el nivell del mar.
- El 99,99997% de la massa atmosfèrica es troba per sota dels 100 km, encara que en l'enrarida regió per sobre d'aquesta alçada s'hi esdevenen les aurores i altres efectes atmosfèrics.

### Densitat i massa

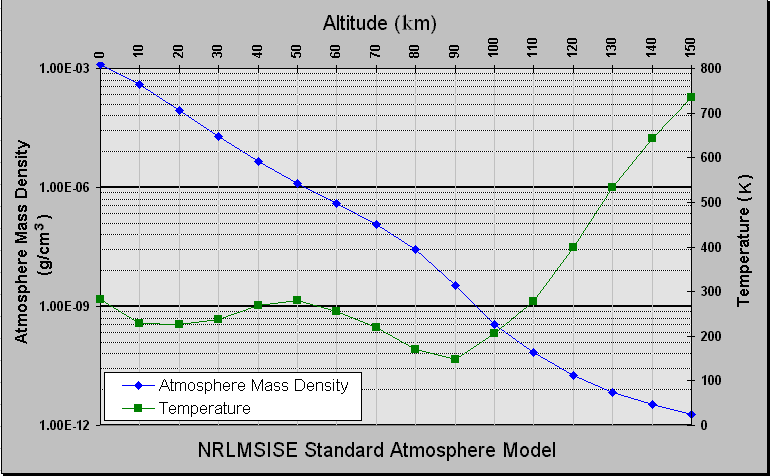
Temperatura i densitat enfront de l'altitud.

La densitat de l'aire al nivell de mar es troba al voltant d'1,2 kg/m³ (1,2 g/L). La densitat no es mesura directament, sinó que es calcula a través de mesures de temperatura, pressió i humitat fent servir l'equació d'estat de l'aire (una forma de la llei dels gasos ideals). La densitat atmosfèrica disminueix a mesura que l'altitud augmenta. Aquesta variació es pot mesurar utilitzant la fórmula baromètrica. Models més sofisticats s'usen per predir la degradació de l'òrbita dels satèl·lits.
La massa mitjana de l'atmosfera és d'uns 5x10¹⁵ tones o 1/1200000 la massa de la Terra. D'acord amb el National Center for Atmospheric Research americà, "La massa total de l'atmosfera és de 5,148x10¹⁸ kg amb un rang anual a causa del vapor d'aigua d'1,2 o 1,5x10¹⁵ kg depenent del temps i la pressió en la superfície o el valor de vapor d'aigua que es faci servir; una mica inferior a l'estimació prèvia. La massa mitjana de vapor d'aigua s'estima en 1,27x10¹⁶ kg i la massa de l'aire sec en 5,1352±0,0003x10¹⁸ kg."